# La luna y las fogatas
La luna y las fogatas (título original en italiano: La luna e i falò ) es la última novela de Cesare Pavese, que escribió en menos de dos  meses en el otoño de 1949, tras pasar el verano en Santo Stefano Belbo, el lugar de su infancia.  Allí mantuvo muchas conversaciones con su amigo Pinolo Scaglione sobre los acontecimientos de la pequeña ciudad y su historia, especialmente sobre la  sobre la resistencia contra la ocupación alemana y los fascistas italianos, y el destino de los residentes. Todos estos temas se retoman en la novela, y el propio Scaglione también se puede encontrar en el personaje de Nuto. La novela, que tiene fuertes rasgos autobiográficos,  se publicó en abril de 1950, pocos meses antes de que Pavese se suicidara en agosto de ese año. Está dedicada a la última amante de Pavese, la actriz estadounidense Constance Dowling. La obra combina todos los temas y motivos importantes de su obra y se considera la más madura del poeta.  En 2016, The New York Review of Books y The Guardian nombraron a la novela como uno de los mejores libros del año. 

## Contenido
La trama se sitúa en la posguerra, hacia 1949. El narrador anónimo en primera persona (solo conocemos el apodo que le pusieron en la infancia, Anguilla, la anguila) regresa después de 40 años a la casa de su infancia en Piamonte. No se menciona el nombre del lugar, pero el lector puede reconocer fácilmente por las características geográficas que se trata de Santo Stefano Belbo.  El motivo de su regreso no está del todo claro: por un lado, sólo quiere pasar el verano allí, pero por otro, en secreto, espera “echar raíces allí, adquirir tierras y un pueblo, para que su propia la carne gana algo de valor y sobrevive a un ciclo estacional normal". Durante su estancia allí, que finalmente sólo dura 14 días, visita los lugares de su infancia y juventud, y recuerda su vida y la de otras personas que conoció en aquel entonces. Pero del pasado sólo queda el paisaje y los lugares de su infancia. Los personajes, por otro lado, ya no están todos vivos, excepto Nuto, su amigo de la infancia, que fue el único que logró llevar una vida plena y feliz en su tierra natal. Después de tocar como músico en todas las fiestas del pueblo de la zona cuando era joven, trabajó como carpintero, formó una familia y se involucró en la comunidad. En muchos sentidos es lo opuesto al protagonista: se quedó en su tierra natal y echó raíces allí.
Al principio juegan un papel importante los lugares de su infancia, los cerros, los nogales y los viñedos, las casas, los caminos y el río, que tienen para él un significado casi sagrado, aunque su infancia no fue nada idílica. “Anguilla” es un niño expósito que desconoce sus orígenes y es criado por una familia pobre en la pequeña granja Gaminella, donde apenas hay para comer. Cuando su padre adoptivo Padrino lo pierde todo debido a una granizada y tiene que abandonar la granja, con sus 13 años lo envían a la granja Mora, más grande y rica, donde le va mucho mejor porque vive en una comunidad de gente amigable. y recibe la formación que recibe un agricultor. Gracias a su amigo Nuto, que es tres años mayor y se interesa por los libros y sabe mucho más sobre la vida, Anguilla también adquiere más conocimiento del mundo.
Los acontecimientos más importantes de su juventud no le conciernen a él mismo, sino al destino de su maestro, Sor Matteo, y de sus dos hijas mayores, Irene y Silvia. A pesar de su extraordinaria belleza y riqueza, estas dos niñas no pueden construir una vida feliz porque la riqueza de su padre les ha hecho perder su lugar en la sociedad; ya no son esposas de agricultores, pero tampoco damas de la alta sociedad. Su intento desesperado por encontrar un lugar en el mundo de la alta burguesía y la nobleza urbana fracasa porque los hombres con los que se involucran les faltan el respeto y las traicionan.
Como el joven Anguilla soñaba desde hacía mucho tiempo con lo que habría más allá de las colinas y quería escapar de los confines de la vida rural, que no le ofrecía perspectivas, abandonó su tierra natal a los 20 años, yendo primero a Génova y huyendo de allí algunos años después, porque trabajó contra los fascistas, a Estados Unidos. Allí se consagró como un profesional de éxito y se hizo rico, pero se sintió incómodo y desarraigado en el Nuevo Mundo. Después de la guerra regresó a Génova y desde allí visitó el pueblo de su infancia. Estas visitas se relatan en la novela. Al final regresa definitivamente a Génova y se despide de Nuto con estas vagas palabras: "Quizás me embarque... y volveré al festival el año que viene.
El narrador en primera persona cuenta la historia de su vida pasada no de forma cronológica, sino en varios flashbacks, como recuerdos que le vienen a la mente en determinadas ocasiones, al ver un lugar o conocer a una persona. El pasado se va recopilando poco a poco para el lector y sólo al final emerge una imagen clara.
El narrador conoce primero a la familia Valinos, que ahora vive en la casa Gaminella. La vida miserable e inhumana de esta familia le demuestra nuevamente que tenía razón al huir de estas condiciones de vida cuando era joven. Reconoce su propia juventud en Cinto, el hijo cojo y siempre hambriento de Valino. Lo cuida y trata de enseñarle algo. Cuando Valino aniquila a su familia por su situación desesperada, prende fuego a la casa y luego se ahorca, Nuto aprovecha la oportunidad para llevarse al superviviente Cinto con él, y promete encontrarle un trabajo en Génova.

## Personajes

### Anguilla
El protagonista de la novela, cuyo nombre no se especifica y del cual sólo se conoce su apodo, es un niño expósito que en el momento de la narración ronda los cuarenta años. Sabe que el campo y los lugares donde pasó toda su juventud no le pertenecen, aunque lo único que ha aprendido es la vida en el campo. Entonces comienza a sentir, desde el momento en que permanece mirando al cielo abierto, que debe viajar y conocer el resto del mundo ("Quería irme lejos [...] pero que sea lejos, que nadie de mi país haya estado allí"). Sin embargo, dondequiera que va -Génova, varias ciudades de América y nuevamente el campo- no se siente cómodo, se siente solo y perdido y ve su vida como un fracaso ("Comprendí que esas estrellas no eran mías [...] ¿Vale la pena venir? ¿A dónde podría ir todavía?)

### Nuto
Amigo íntimo del protagonista, resolutivo, astuto y sabio. En realidad es Giuseppe "Pinolo" Scaglione, carpintero y clarinetista y su casa sigue ahí. Para el protagonista es un ideal de vida, una persona a la que Anguilla nunca deja de respetar por su comportamiento, por las cosas que sabe, por su forma de hablar y de jugar. A su vez, el propio Nuto se queda voluntariamente con su amigo (que es más pequeño que él), aunque no siempre lo comprende, sobre todo cuando comienza el período turbulento de viajes incesantes.

### Cinto
Es un niño con una grave malformación en una pierna que le impide moverse con facilidad y llevar una vida como sus compañeros. Cinto se apiada del protagonista, quien intenta interesarle con sus historias y ser su amigo, reconociendo en él su infancia. Aunque algunos ven en Cinto y Anguilla la relación que une a padre e hijo, Anguilla no toma el lugar de su padre cuando el niño queda huérfano, confiándolo a Nuto y prometiéndole que lo llevaría consigo cuando fuera mayor.

### Irene, Silvia y Santa
Son tres medias hermanas, hijas del dueño de la finca Mora. Son hermosas y buscadas por muchos jóvenes. Participan frecuentemente en la vida social del pueblo, perteneciendo también a una clase alta.
Sin embargo, Irene es condenada a un matrimonio infeliz después de haber sido debilitada por el tifus, Silvia muere a consecuencia de un aborto secreto y Santa, considerada una espía de los Camisas Negras, es asesinada por unos partisanos y su cuerpo quemado en el cerro Gaminella.

## Interpretación
En el título La luna y las fogatas hay una clara referencia mítica al ciclo de las estaciones que acompaña todos los acontecimientos del destino del hombre. La luna, que aquí funciona como símbolo, sirve para marcar el ritmo de la obra y establecer la relación entre la tierra y el cielo . 
La historia se estructura en dos niveles narrativos, el de la infancia, con sus descubrimientos y ansias de aventura y el de la madurez y el desencanto. El resplandor de las hogueras, que se encendían por las noches durante las fiestas campesinas y que iluminaban el cielo y representaban un momento mágico de descubrimiento para el niño, contrastan con otras hogueras que hacen que el protagonista pierda las ilusiones y decida abandonar el pueblo. Una de estas hogueras es interpretada por el autor en sentido metafórico con el episodio del incendio que el padre de Cinto prende a la "cabaña Gaminella", destruyéndola junto con el pasado, mientras que otra hace referencia a lo que le pasó a Papá Noel. Y es con las palabras de Nuto que hacen referencia al final de la joven que finaliza la novela:

[...] le pregunté si Santa estaba enterrada allí. - ¿No existe la posibilidad de que algún día la encuentren? Encontraron a esos dos… Nuto se sentó en la pared y me miró con su mirada testaruda. Sacudió la cabeza. - No, no Santa, - dijo, - no la encuentran. No se podía cubrir de tierra a una mujer como ella y dejarla así. Todavía era tentadora para muchos. Baracca lo pensó. Tenía mucha vid cortada en el viñedo y la cubrimos hasta que fue suficiente. Luego le echamos gasolina y le prendimos fuego. Al mediodía todo era ceniza. El otro año todavía estaba el signo, como el lecho de una hoguera.

El tema principal de la novela es la búsqueda del protagonista y narrador del tiempo perdido de su infancia, el regreso al pasado como búsqueda de sí mismo, de su propia identidad. Porque el protagonista espera encontrar no sólo bellos recuerdos en su pueblo natal, sino también un lugar en el que se sienta existencialmente como en casa, que le pertenezca y donde pueda llevar una vida plena y feliz. Quiere “echar raíces” allí.
Lo que su visión soñada de la patria a la que regresará queda claro ex negativo cuando se mira cómo experimentó Estados Unidos, el país en el que intentó sentirse como en casa durante mucho tiempo.  En Estados Unidos, la gente está desarraigada y desconectada: no conocen la tierra en la que viven y no se sienten responsables de las personas con las que están. Cada uno vive para sí mismo, solo y sin conexión con su pasado, su familia. En cambio, en su Piamonte natal, al narrador le parece en América que la gente -al menos en el campo- todavía vive en estrecha conexión con la tierra y está unida entre sí en un orden natural y estable. Pero esta idea es una ilusión, como poco a poco se va descubriendo. Italia no es en modo alguno mejor que Estados Unidos: para la mayoría de la gente, el arraigo no es más que un encarcelamiento forzoso y la miseria hace que las personas sean tan crueles e inhumanas entre sí como la soledad en Estados Unidos. Así, el asesinato por desesperación, que el narrador presentó inicialmente como el epítome de la vida americana , también se puede encontrar en Italia, pero por diferentes motivos: mientras que en América se mata a otros por su desarraigo y falta de apoyo, Valino Asesina a mujeres, las más cercanas a él, por desesperación ante su miseria.
Poco a poco se va destruyendo la imagen idealizada que el protagonista tiene de su pueblo natal. Una por una, las historias de vida de las personas que el narrador conoció en su infancia salen a la luz, y todas terminan de manera oscura y trágica (excepto la vida de Nuto). El narrador no encuentra el mundo rural ideal que busca. Pero todavía encuentra una especie de felicidad en el recuerdo del mundo intensa y auténticamente vivido de su infancia, aunque no fuera nada hermoso, del mismo modo que la vida de Cinto es miserable y triste. El narrador incluso dice que envidia a Cinto y que desearía poder revivir su infancia, con sus experiencias fuertes y sencillas. El narrador intenta escapar del tiempo presente y, por tanto, histórico, y encontrar la verdad de su vida en la naturaleza, que se vive como atemporal. En el mundo del pueblo, piensa inicialmente, no es el tiempo histórico el que prevalece, sino el ritmo natural de las estaciones que se repiten eternamente. Pero poco después se hace evidente que esta naturaleza, aparentemente intacta por el tiempo, también está impregnada de acontecimientos históricos. Tan pronto como el narrador mira más de cerca, aparecen los muertos de la Segunda Guerra Mundial. Y al final tiene claro que su pueblo natal, como cualquier otro lugar del mundo, no puede ofrecerle el hogar y la seguridad que busca. El intento de regresar ha fracasado, la soledad y el desarraigo no se pueden eliminar.

### El título
El título de la novela se revela por primera vez en el noveno capítulo en el que Cinto y Nuto explican al narrador el significado de la luna y del fuego de San Juan, que tienen según antiguas creencias populares. La luna es el signo visible del crecimiento y decadencia natural; hay que seguir su ritmo si se quiere obtener buenos rendimientos de la cosecha. La luna encarna el poder de la naturaleza, al que estás a merced y al que tienes que adaptarte si no quieres que te hagan daño. El poder natural de la luna, que se considera femenino (la luna), se contrasta con el fuego de San Juan (i falò), el poder del fuego planificado y creado por el hombre. Encarnan el principio masculino mientras despiertan y fertilizan la tierra. Mientras que la luna significa aquello que es eternamente constante y atemporal en el cambio de estaciones, los fuegos de San Juan son temporales y apuntan más allá de la esfera de lo natural hacia el reino de la historia.
En la novela, todos los acontecimientos importantes tienen algo que ver con las fogatas de San Juan: las fogatas en las colinas son señales para el joven Anguilla que le muestran el camino hacia la distancia, hacia el gran mundo. Así que aquí son un símbolo del cambio, del destino. Los falò (como todo lo hecho por el hombre) tienen algo de ambiguo y ambivalente: por un lado son creativos y fructíferos, por otro lado también pueden ser peligrosos y destructivos. Ambos lados se expresan en los dos acontecimientos centrales de la novela: en el gran incendio con el que Valino quema su granja y a sus mujeres, y luego en la quema de Santa al final de la novela. Aunque inicialmente predomina el aspecto negativo en ambos acontecimientos, también tienen un efecto positivo: el acto desesperado de Valino cambia repentinamente la situación desesperada de Cinto y se abre para él una nueva vida. Y la quema de Papá Noel adquiere el significado de un sacrificio ritual que, por así decirlo, limpia a la extraordinaria joven de su suciedad terrenal y la transporta a otra esfera (cf. el significado de su nombre: la santa).

### Las colinas
Las colinas están estrechamente relacionadas con el símbolo del fuego de San Juan y también tienen un gran significado en la novela y en toda la obra de Pavese. Las colinas son la personificación del querido paisaje de las Langhe en Piamonte, la tierra natal de Pavese. Pavese siempre habla de ellos con mucha ternura.
Las colinas son a la vez un paisaje cultural y un espacio natural: en la parte baja se encuentran los viñedos, granjas y campos; más arriba comienza el matorral intransitable. De niño, Anguilla nunca llegó a la cima; encontró la felicidad en los viñedos y los campos o en los bosques, sintiéndose en armonía con la naturaleza. Al mismo tiempo, están relacionados con el anhelo por el espacio, por el mundo misterioso, grande y aparentemente inalcanzable. Incluso cuando era niña, Anguilla siempre los miraba con nostalgia y soñaba con lo que se escondía detrás de ellos. Se convierten en un signo de su destino, que lo ha determinado a alejarse y conocer el mundo en toda su inmensidad.
A medida que avanza la novela, la naturaleza salvaje en las alturas de las colinas se vuelve cada vez más importante. Los partisanos se retiraron aquí y aquí se pueden encontrar una y otra vez huellas de los combates de aquella época, p. B. los cuerpos de los republicanos asesinados. Este tema llega a su conclusión en el último capítulo: el narrador sube las montañas con Nuto por primera vez y descubre el secreto más profundo de Nuto allí arriba: su participación observadora (presenza) y, por tanto, su complicidad en el tiroteo y la quema de Santa.
Las colinas aquí conectan los dos niveles que están repetidamente en conflicto en la novela. Por un lado, están casi empapados de la sangre de la historia, pero por otro, adquieren una dimensión mítica: a través del viaje de los dos hombres, se convierten en un lugar sagrado donde se revela la verdad.

### Las figuras femeninas
Lo sorprendente de los tres personajes femeninos más importantes de la novela –Silvia, Irene y Santa– es su profunda ambigüedad. Aparte de Nuto, inicialmente parecen ser los personajes más adorables y bellos de la novela. Irradian vivacidad y amor por la vida, por lo que no es de extrañar que el joven Anguilla esté secretamente enamorado de Silvia e Irene, aunque las dos le parezcan inalcanzables, mientras que Nuto luego admira y ama a Santa a pesar de su estilo de vida corrupto.
Aunque a lo largo de la novela se produce una cierta desilusión, a medida que las debilidades y los errores de las tres mujeres se vuelven cada vez más evidentes, aún conservan la simpatía del autor y, por tanto, la simpatía del lector. La inmoralidad de su estilo de vida no les quita su vivacidad y belleza. En este contexto, es significativo que en el capítulo 30 se cuenta otro episodio en el que se concentra toda la ternura que el narrador sentía por las muchachas en su juventud. Es, por así decirlo, el clímax de los hermosos recuerdos, mientras que inmediatamente después se cuenta la oscura historia de Santa.
La amabilidad de los personajes femeninos contrasta con su destino miserable y su terrible final. Las mujeres desconocidas de la novela también son asesinadas de forma cruel (como las mujeres de Valino). Los intérpretes han escrito mucho sobre la misoginia de Pavese; considerando el final violento de sus personajes femeninos como una venganza por la humillación que experimentó por parte de las mujeres en su vida. Esta interpretación es indudablemente plausible, sobre todo si se considera que esta estructura se repite a lo largo de la obra de Pavese, pero parece demasiado unilateral. Porque la simpatía del autor por sus personajes femeninos es, al menos en esta novela, tan evidente como su odio.

### Compromiso político y social
En sus conversaciones, el narrador y Nuto adoptan posiciones opuestas. El protagonista se interesa por las cosas tal como son, disfruta de su realidad, pero a pesar de toda su implicación emocional, las ve desde lejos, casi como objetos estéticos, desvinculados del contexto social de la vida. Nuto, por el contrario, está indignado por las condiciones de vida inhumanas de los agricultores. El narrador y Nuto representan polos opuestos: mientras uno tiene una visión más amoral de las cosas, Nuto defiende el compromiso político y social. En repetidas ocasiones enfatiza que las cosas deben cambiarse, ajustarse y corregirse.
Las diferentes perspectivas corresponden a los diferentes estilos de vida de los dos hombres. El narrador se ha mantenido desapegado y no ha encontrado un lugar social estable en el mundo, mientras que Nuto ha hecho su elección. Al asumir responsabilidades en la familia, la carrera y la vida pública, conectó su vida con la de los demás.
Sin embargo, tras una inspección más cercana, las posiciones de los dos hombres no están tan claramente distribuidas, ya que ambos están diferenciados y dibujados de maneras contradictorias. Aunque Nuto se presenta en sus conversaciones con el narrador como el alguien comprometido que insiste en que el mundo está mal hecho y que hay que cambiar las cosas, no es el comunista convencido y políticamente activo. No luchó con los partisanos y no trabajó políticamente después de la guerra. Su compromiso es más bien humanista, permanece en un nivel privado: esconde a los partisanos heridos en la guerra, advierte a los niños que no deben torturar a los animales y, finalmente, acoge al huérfano Cinto.
Por otra parte, el narrador no siempre permanece en su actitud distante y amoral. Es él quien primero piensa que hay que sacar a Cinto de su miseria, mientras que Nuto inicialmente no cree en esta posibilidad. Y es el primero en sugerir, tras la catástrofe de Gaminella, que hay que ocuparse de Cintos.
Nuto y el protagonista pueden verse como dos aspectos de una misma persona; en cierto sentido, Nuto es el alter ego del narrador, ya que el narrador ve sus propias ideas reflejadas en él cuando habla con su amigo sobre su infancia. Ambos personajes también representan dos lados del autor. Aunque es más probable que Pavese se identifique con el protagonista y Nuto es inicialmente la encarnación poética de su amigo Pinolo Scaglione, Nuto sigue siendo una invención de Pavese y un lado de su personalidad.
Pavese no era un comunista convencido, como afirmaba la primera generación de sus intérpretes, pero tampoco era una persona que no estuviera interesada en la política, como le acusaban otros críticos. Pavese era demasiado poeta para pasar por alto los aspectos negativos de la actitud de los comunistas. Aunque apoyó la lucha de los partisanos, muestra su dureza y brutalidad en el personaje del partisano Baracca, que hace matar a Santa. Pavese elige para él un nombre evidentemente feo que suena casi brutal, y además le asigna un trabajo burocrático, no precisamente simpático: Baracca es contable, como Nicoletto, también un personaje extremadamente desagradable.

### Conclusión y lema
La historia se estructura en dos niveles narrativos, el de la infancia, con sus descubrimientos y ansias de aventura, y el de la madurez y la decepción. El resplandor de las hogueras, que se encendían por las noches durante las fiestas campesinas y que iluminaban el cielo y representaban un momento mágico de descubrimiento para el niño, contrastan con otras hogueras que hacen que el protagonista pierda las ilusiones y decida abandonar el pueblo. Una de estas hogueras es interpretada por el autor en sentido metafórico con el episodio del incendio que el padre de Cinto provoca en la "casita Gaminella", destruyéndola junto con el pasado, mientras que otra hace referencia a lo que le pasó a Santa. Y es con las palabras de Nuto que hacen referencia al final de la joven que finaliza la novela:

[...] gli chiesi se Santa era sepolta lì. - Non c'è caso che un giorno la trovino? Hanno trovato quei due... Nuto s'era seduto sul muretto e mi guardò col suo occhio testardo. Scosse il capo. - No, Santa no, - disse, - non la trovano. Una donna come lei non si poteva coprirla di terra e lasciarla così. Faceva ancora gola a troppi. Ci pensò Baracca. Fece tagliare tanto sarmento nella vigna e la coprimmo fin che bastò. Poi ci versammo la benzina e demmo fuoco. A mezzogiorno era tutta cenere. L'altr'anno c'era ancora il segno, come il letto di un falò.
[...] le pregunté si Santa estaba enterrada allí. - ¿No existe la posibilidad de que algún día la encuentren? Encontraron a esos dos… Nuto se sentó en la pared y me miró con su mirada testaruda. Sacudió la cabeza. - No, no Santa, - dijo, - no la encuentran. No se podía cubrir de tierra a una mujer como ella y dejarla así. Todavía era tentadora para muchos. Baracca lo pensó. Tenía mucha vid cortada en el viñedo y la cubrimos hasta que fue suficiente. Luego le echamos gasolina y le prendimos fuego. Al mediodía todo era ceniza. El otro año todavía estaba el cartel, como el lecho de una hoguera.

El final de la novela sigue siendo ambiguo y abierto: algunos intérpretes creen que Baracca representa el bien que logra destruir el mal (Santa). Otros destacan la simpatía del autor por Santa y su misteriosa muerte, y su secreta antipatía por Baracca.
La novela en su conjunto también se interpreta de maneras opuestas. Algunos piensan que Pavese era un pesimista y que la novela termina en completa desesperación; incluso el ex maestro y amigo de Pavese, Augusto Monti, un antifascista comprometido, lo acusó de odiar a todo y a todos. Otros entienden la obra de manera completamente diferente, por ejemplo Heinrich Böll, que encuentra en la novela “mucha sabiduría, calma y una gran ternura hacia la vida y los vivos”. Esta interpretación abre también una perspectiva diferente sobre el lema “La madurez lo es todo”: la madurez no significa necesariamente una sumisión pasiva al destino, sino que también puede consistir en la misma sabiduría y ternura hacia la vida, en un exitoso equilibrio entre resignación y compromiso.

## Adaptaciones
- La luna y las fogatas fue una de las dos novelas de Pavese (la otra es Dialoghi con Leucò) adaptadas por Danièle Huillet y Jean-Marie Straub como parte de su película de 1979 Dalla nube alla resistenza. [14]
- En 2021, Marino Magliani y Marco D'Aponte publicaron una historieta basada en la novela, editada por Tunué. [15]